# Eleição municipal de Carapicuíba em 2012
A eleição municipal de Carapicuíba em 2012 aconteceu em 7 de outubro de 2012 para eleger um prefeito, um vice-prefeito e 17 vereadores no município de Carapicuíba, no Estado de São Paulo, no Brasil. O prefeito eleito foi Sérgio Ribeiro Silva, do PT, com 67,68% dos votos válidos, sendo vitorioso logo no primeiro turno em disputa com quatro adversários, Irmão Aragão (DEM), Osmar Negreiros (PSOL), Marcos Neves (PSB) e João Pereira (PT do B). O vice-prefeito eleito, na chapa de Sérgio, foi Salim Reis (PSD). O pleito em Carapicuíba foi parte das eleições municipais nas unidades federativas do Brasil. A disputa para as 17 vagas na Câmara Municipal de Carapicuíba envolveu a participação de 372 candidatos. Professora Sonia e Zé Amiguinho (ambos do PDT) e Andréia Verão (PHS) foram os candidatos mais votados. A Professora Sonia é a vereadora eleita com a mais expressiva votação da história de Carapicuíba, com 6.087 votos (7,26% do total).

## Antecedentes
Na Eleição municipal de Carapicuíba em 2008, Sérgio Ribeiro Silva, do PT, derrotou o candidato do PMDB, Marcos Neves, ainda no primeiro turno. Sérgio Ribeiro já havia sido vereador na cidade e pela primeira vez, assumiu o cargo de prefeito. O candidato do PT foi eleito com 54,22% dos votos válidos, em 2008.  Ele fora o substituto do prefeito Fuad Gabriel Chucre, do PSDB, que terminou em dezembro daquele mesmo ano, seu segundo mandato na Prefeitura de Carapicuíba.
Em pequisas da Brasmarket, relacionadas a eleição, o candidato Sérgio Ribeiro, do PT, liderou a campanha com 27,1 % das intenções de voto. Os outros candidatos, Marcos Neves, (PMDB), João Naves (PSDB), Paulo Celegato (PSB) e Antônio Cordeiros (PSOL) estavam com 23%, 11,4%, 11,5%  e 3,6% das intenções de voto, respectivamente.

## Eleitorado
Na eleição de 2012, 227.042 dos habitantes de Carapicuíba foram às urnas, o que correspondia a 60,81% da população da cidade.

## Candidatos
Foram cinco candidatos à prefeitura em 2012: Sérgio Ribeiro do PT, Marcos Neves do PSB, Dr João Pereira do PT do B, Irmão Aragão do DEM e Osmar Negreiros do PSOL.
| Candidato(a)         | Vice              | Partido | Coligação                                                                                     |
| -------------------- | ----------------- | ------- | --------------------------------------------------------------------------------------------- |
| Sérgio Ribeiro Silva | Salim Reis        | PT      | "União por Carapicuíba" (PRB/PP/PDT/PT/PTB/PMDB/PTN/PSC/PR/PPS/PSDC/PRTB/PHS/PTC/PRP/PPL/PSD) |
| Marcos Neves         | Sonia Guilherme   | PSB     | Um Novo Tempo, Uma Nova Carapicuíba (PSB-PSDB-PV-PMN)                                         |
| Dr João Pereira      | Dr Silvio Rogerio | PT do B | (PT do B)                                                                                     |
| Irmão Aragão         | Márcia Ferraz     | DEM     | "DEM"                                                                                         |
| Osmar Negreiros      | Régiz Ferraz      | PSOL    | "PSOL"                                                                                        |

## Campanha
Houve intensa concorrência na campanha, com agressões entre os opositores ao carro do prefeito, cabos eleitorais em disputas de cartazes, compartilhamento de cd-dossiê, furto de cavaletes opostos e denegação de pesquisa. Dezessete pessoas foram presas por praticarem boca de urna. Em consequência disso, surgiram na Justiça Eleitoral vários processos, dentre eles: propaganda irregular, crimes eleitorais e até mesmo, pedido de cassação de diploma. Os candidatos tiveram multas de R$ 100 mil. As abstenções (44.258) e votos nulos (18.394) dos eleitores superaram a média das três últimas eleições municipais, que possuem o percentual de 13,6%.

### Pesquisas
A satisfação da população da cidade com a administração do prefeito Sérgio Ribeiro (PT) foi mostrada em urna, com Sérgio reeleito com 67,68% dos votos válidos. Marcos Neves, por sua vez, obteve 30,27% dos votos, menos que a metade da porcentagem de Sérgio. Já o percentual de votos nos outros três candidatos à prefeitura de Carapicuíba foi menor que o de votos nulos (8,1%), sendo de 2,05%. O Partido dos Trabalhadores obteve 71 prefeituras no Estado de São Paulo na disputa das Eleições 2012. Carapicuíba esteve entre as principais cidades.

## Resultados

### Prefeito
No dia 7 de outubro, Sérgio Ribeiro foi reeleito com 67,68% dos votos válidos.
| Candidato(a)              | Vice                        | 1º Turno 7 de outubro de 2012 | 1º Turno 7 de outubro de 2012 |
| Candidato(a)              | Vice                        | Votação                       | Votação                       |
|                           |                             | Total                         | Porcentagem                   |
| ------------------------- | --------------------------- | ----------------------------- | ----------------------------- |
| Sérgio Ribeiro Silva (PT) | Salim Reis (PSD)            | 130.664                       | 67,68%                        |
| Marcos Neves (PSB)        | Sônia Guilherme (PSDB)      | 58.440                        | 30,27%                        |
| Dr João Pereira (PT do B) | Dr Silvio Rogerio (PT do B) | 2.647                         | 1,37%                         |
| Irmão Aragão (DEM)        | Márcia Ferraz (DEM)         | 671                           | 0,35%                         |
| Osmar Negreiros (PSOL)    | Régis Ferraz (PSOL)         | 633                           | 0,33%                         |
| Total de votos válidos    | Total de votos válidos      | 193.055                       | 85,03%                        |
| Votos em branco           | Votos em branco             | 15.593                        | 6,86%                         |
| Votos nulos               | Votos nulos                 | 18.394                        | 8,10%                         |
| Total                     | Total                       | 221.522                       | 100%                          |
| Abstenções                | Abstenções                  | 44.258                        | 14,97%                        |
| Votos apurados            | Votos apurados              | 227.042                       | 100%                          |
| Total de eleitores        | Total de eleitores          | 271.300                       | 100%                          |

### Vereador
372 candidatos se enfrentaram para as dezessete vagas da Câmara de Carapicuíba. A população de Carapicuíba, no entanto, resolveu permanecer com os vereadores atuais, ex-vereadores ou suplentes. 70% da Câmara foi reeleita, sendo que alguns eleitos também já passaram, em algum momento, por alguma outra secretaria municipal. Os candidatos que se destacaram por não terem antecedentes na política foram: Jefferson Macedo (PRP) e Andréia Verão (PHS). A campanha para "renovar a Câmara" não foi bem sucedida por parte dos novatos, uma vez que dos dezessete vereadores eleitos, quinze tentaram a reeleição e onze se reelegeram.